# プロ野球ワールドスタジアム (PCエンジン)
『プロ野球ワールドスタジアム』（プロやきゅうワールドスタジアム）は、1988年5月20日にナムコ（後のバンダイナムコゲームス→バンダイナムコエンターテインメント）より日本で発売されたPCエンジン・Huカード用ソフト。PCエンジンにおけるファミスタ（ワースタ）シリーズ第1作。1991年には続編『プロ野球ワールドスタジアム'91』が発売された。

## 概要
ゲームシステム面では本作に先行する形で1988年2月にリリースされた同名のアーケード版『プロ野球ワールドスタジアム』よりも、ファミコン版のシリーズ第1作『プロ野球ファミリースタジアム』および『ファミスタ'87』に近い。本作からの新要素として、従来は悪送球のみ記録されたエラーがフライやライナーの落球でも付くようになった。落球した場合、野手はしばらく動けなくなりボールは野手の手前に転がる。本作で導入された落球は『ファミスタ'88』以降で、ファミコン版のファミスタシリーズにもフィードバックされた。
また、ゲームの舞台となる球場が『'87』までのぴっかり球場から初登場の空気圧式ドーム球場・ピッカリドームへ変更されている。場外ホームランを打つと、屋根に穴が開く。また、認定ホームランは無く、内野の屋根に高い打球が当たった時に選手がボールを取ろうとすると、通常の内野フライとなり、アウトとなる。
コンティニューはファミコン版の第1作と同様にパスワード方式だが、入力する文字数は英数4文字でなく3文字となっている。プレイヤーが選択可能なチームに全て勝利した後に登場する様々なスペシャルチームや、パスワード入力でのみ登場する隠しチームも存在する。

## 球団
ファミコン版の第1作と同じ10チームが登場する。カッコ内はモデルとなった実在球団（名称は発売当時のもの）。
- L：ライオネルズ（西武ライオンズ）
- G：ガイアンツ（読売ジャイアンツ）
- R：レールウェイズ（阪急・南海・近鉄の連合チーム） - 『ファミスタ'87』では一旦、独立したブラボーズ（阪急）が再統合された。
- D：ドラサンズ（中日ドラゴンズ）
- F：フーズフーズ（日本ハム・ロッテの連合チーム） - オリエンツ（ロッテ）はフーズフーズと別に隠しチームとして登場する。
- C：カーズ（広島東洋カープ）
- S：スパローズ（ヤクルトスワローズ）
- W：ホイールズ（横浜大洋ホエールズ）
- T：タイタンズ（阪神タイガース）
- N：ナムコスターズ - ナムコキャラクターのオールスターチーム。

### スペシャルチーム
以下の3チームはプレイヤーが選択したチーム以外の9チームに勝ち抜くと登場する。通常はCPU専用でプレイヤーが使用することはできないが、対戦モードでは隠しコマンドの入力により2P側（後攻）でのみ選択・操作が可能になる。
- O：オールドスターズ

日本プロ野球のOB選手（変名）のオールスターチーム。後にMSX2版でオールドボーイズ（略称・OB）、また『ファミスタ'89 開幕版!!』〜『ファミスタ'91』および本作の続編『ワースタ'91』にはプロスターズ（略称・P）として登場した。
- M：メジャーリーガーズ

『ファミスタ'87』から登場している、アメリカ大リーグのオールスターチーム。162km/hの剛速球を投げるエースのらいあんや『'87』の62本塁打からさらに記録を伸ばし78本塁打をマークする4番・まくがなど『'87』の初登場時に見せた層の厚さは健在である。なお、代打に『'87』ではスパローズで4番を打っていたほおなあが登録されている。
- A：オールドリームス

ナムコスターズのぴのをも凌ぐ俊足のはやみや、消える魔球を投げるほしなど個性豊かな選手が名を連ねる。後にMSX2版や『ファミスタ'89 開幕版!!』にも登場。『ファミスタ'90』ではアニメスターズに改称し『ファミスタ'91』まで登場したが『ワースタ'91』には登場しない。また、バットを振った状態では、ボールがどこにあっても当たり判定があるため、暴投同然のボール球やフォークボールも打ち返すことが可能。このため、空振り三振に打ち取ることができない（対CPU戦では、CPUは見逃三振をしない）。

### 隠しチーム
以下は通常のプレイでは出現せず、特定のパスワードを入力することによって登場する隠しチームである。
- ブラックカラーズ[注釈 1]（黒チーム、ファミコンスターズとも）

略称の部分には何も表示されず、選手の全身が黒一色のシルエットで覆われている。選手データはオールドリームスのものを流用。また、オールドリームスと違って空振り三振に打ち取ることが可能でエラーしやすくなっている。
- レッドカラーズ[注釈 1]（赤チーム、アーケードスターズとも）

略称の部分には何も表示されず、選手の全身が赤一色のシルエットで覆われている。選手データはオールドリームスのものを流用し、空振り三振に打ち取ることが可能でエラーしやすい点も黒チームと同様である。
- オリエンツ（白チーム）

略称の部分には何も表示されず選手の全身が白一色のシルエットで覆われている。ただし、選手名やデータは明らかに当時のロッテオリオンズがモデルと見られることから、黒チーム・赤チームとは一線を画した存在である。
以下はナムコスターズ相手でかつ、ウオッチモードでしかないとプレイできない。
- 00チーム

意味不明な名前で打つ打球も打球処理が付いていかず、ファウルかホームラン。ピッチャーも画面を跨ぐ球を投げるが、わざと空振りをしないとデッドボールかフォアボールであり、スタミナも極端に低い。